# São José do Piauí
São José do Piauí é um município brasileiro do estado do Piauí. Localiza-se na microrregião de Picos, mesorregião do Sudeste Piauiense. O município tem cerca de 7.028 habitantes e está localizado a cerca de 520 m de altitude em relação ao nível do mar. A cidade é berço da Capadócia Nordestina. O município foi criado em 1963.

## História
A origem de São José do Piauí iniciou-se no mesmo contexto de quase todas as povoações piauienses. Onde hoje é São José existia uma fazenda de criação de gado, chamada fazenda Monte Alegre. 

## Arquitetura
A igreja católica, grande referência da cidade, foi projetada e executada por José Pacheco Bezerra, engenheiro civil e natural da cidade. Como outras obras projetadas por ele, destacamos: a praça do padroeiro São José, a praça Antônio Pedro Bezerra, a praça Zezim Bezerra. Boa parte das edificações mais antigas foram também projetadas por José Pacheco Bezerra.

## Geografia

### Relevo
A área mais populosa de São José do Piauí localiza-se em um vale, rodeada por chapadas que formam a maior parte da superfície do município e superam os 500 metros de altitude formadas por rochas de origem sedimentar. Os solos da região são provenientes da alteração de conglomerados, arenitos e siltitos.
Compreendem solos litólicos, álicos e distróficos, de textura média, pouco desenvolvidos, rasos a muito rasos, fase pedregosa. Associados ocorrem solos podzólicos vermelho-amarelos, textura média a argilosa, fase pedregosa e não pedregosa, com misturas e transições vegetais, floresta sub-caducifólia/caatinga. Secundariamente, ocorrem areias quartzosas, que compreendem solos arenosos essencialmente quartzosos, profundos drenados, desprovidos de minerais primários. Poussui muitas fontes de água que brotam  margens das serras e formam pequenos nichos de mata atlântica e assim, garantiram a subsistência doa primeiros habitantes da região.

## Economia
Sua economia é baseada na prestação de serviços, feiras, bares, pequenos comércios etc., bem como na agricultura e pecuária. Há também ocorrência de um mineral, argila da queima branca, usado no extrativismo mineral.
A pavimentação da estrada que liga São José a Picos, em 2004, foi a grande mola propulsora, trazendo melhorias na economia e na qualidade de vida de seus moradores. Essa estrada, desde o início dos anos 70, tinha sido aberta, mas nunca asfaltada.

## Povoados

### Atalho
É o maior povoado do nordeste e o segundo maior do país. Sua população chega a ser quase equivalente a da zona urbana da cidade, possuindo uma economia muito diversificada, desde o setor comercial até a grande atividade agropecuária desenvolvida em seu entorno. Situa-se a uma distância de cerca de 3 km de distância da zona urbana. recentemente no governo do Governador Wilsom Martins, foi beneficiado com uma estrada asfáltica que liga o povoado à sede do município Apesar de ser uma enorme localidade, não é independente mesmo sendo muito maior que muitas cidades do estado,sendo também o maior produtor de goma e outros tipos alimentícios agropecuário da região.

### Baixio
Localiza-se a cerca de 2,5 km da zona urbana da cidade. Um povoado bastante arborizado, porém ainda não pavimentado, o que não ofusca a beleza do local. atualmente existe uma estrada asfáltica que liga são Jose do piauí a inhuma do piauí passando por as margens do mesmo povoado.

### Malhada Redonda
Em Malhada Redonda encontramos algumas das famílias mais tradicionais de toda região de São José do Piauí. Podemos destacar os Guedes,os Barros, Leite, Bezerra e a família Rocha. São famílias que chegaram à região no Século XIX e colaboraram muito com o desenvolvimento da localidade.
Com o advento da pavimentação da estrada, que liga São José a Picos, a Malhada Redonda foi privilegiada, tanto na parte logística de uma estrada em si, como no âmbito econômico.
Vale destacar que a água da malhada Redonda abastece alguns povoados vizinhos.

### Lagoa (Saco da Várzea)
Pequeno povoado que está a beira de uma linda lagoa; lagoa esta que dá nome ao povoado. Localiza-se a cerca de 2 km da zona urbana da cidade. É também sede de uma atuante associação de moradores que busca preservar a origem do povoado, pois neste local está um dos últimos remanescentes quilombos da região.

### Caldeirão dos Luis
Onde é berço de várias famílias, comos os Limas, os Barros, os Bezerras, os Beijas e os Vinvins. Sendo unicamente uma única família.
Está localizado a cerca de 11 km da zona urbana da cidade. É também um grande povoado, cercado de pequenas localidades como Juá entre outras.

### Baixa do Mel
Pequeno povoado localizado a cerca de 13 km da zona urbana da cidade, foi contemplada a pouco tempo com um sistema de abastecimento de água. Encontra-se situado em uma grande zona agrícola, e está as margens da estrada que liga São José à cidade de Inhuma. localidade que foi utilizado como set dos filmes MARCAS DO PASSADO E RAÍZES DO SERTÃO

## Turismo
A 5 km de São José, temos o povoado Malhada Redonda. Local de grande beleza natural, principalmente com suas vistas para o "Morro Chapéu" e os "Picos dos Três Irmãos", conhecida também como capadócia nordestina  "Cidade Encantada", onde podemos encontrar fósseis entre seus "caldeirões" (pequenas valas naturais na rocha) e seus cânions, além de pinturas rupestres. Ao redor da cidade contém diversos morros com pinturas rupestres ainda não exploradas pelo homem.

## Cultura
Com uma cultura muito conservadora, se destacam na cidade e nos municípios vizinhos os festejos do Padroeiro, desfiles, reisados, movimentos estudantis, aniversário da cidade, entre outros.
A cidade de São José do Piauí ganhou notoriedade pela obra cinematográfica do cineasta Roberto Borges produtor da série Raízes do Sertão. A série já foi exibido no sétimo festival de cinema dos sertões e vinculado pela TV PICOS em minissérie televisiva. A rede boas novas também exibiu a série em insigne.No dia 11 de Novembro de 2012 Roberto Borges foi homenageado pelo festival nacional de cinema e vídeos dos sertões como cineasta destaque piauiense, recebendo a insígnia cacto de ouro e no mesmo festival, dois de seus filmes foi escolhido na exibição das amostras do festival. A UFPI (campus de picos) também homenageou o cineasta Roberto Borges certificando o mesmo por suas obras engrandecerem a cultura regional.